# Jewgenija Wassiljewna Schischkowa
Jewgenija Wassiljewna Schischkowa (russisch Евгения Васильевна Шишкова; * 18. Dezember 1972 in Leningrad, Sowjetunion; † 29. Januar 2025 in Washington, D.C., USA) war eine russische Eiskunstläuferin, die im Paarlauf startete.

## Leben
Schischkowas Eiskunstlaufpartner war Wadim Naumow. Die beiden wurden von Ljudmila Welikowa trainiert. 1991 wurden sie sowjetische Meister und bestritten ihre erste Welt- und Europameisterschaft. Bei der Europameisterschaft gewannen sie gleich die Bronzemedaille, die sie auch bei den Europameisterschaften 1992, 1993 und 1995 errangen. 1994 wurden sie Vize-Europameister. Von 1991 bis 1996 nahmen Schischkowa und Naumow an Weltmeisterschaften teil. 1993 gewannen sie die Bronzemedaille und 1995 die Silbermedaille. Ihren größten Erfolg feierten sie 1994, als sie in Chiba Weltmeister wurden. Das Paar bestritt zwei Olympische Spiele. 1992 in Albertville belegten sie den fünften Platz und 1994 in Lillehammer wurden sie Vierte.
Nachdem Schischkowa/Naumow nicht für die Olympischen Spiele 1998 berücksichtigt worden waren, traten sie vom Amateursport zurück und gingen zu den Profis. Dort wurden sie noch im selben Jahr Weltmeister.
Schischkowa und Naumow waren verheiratet und Eltern von Maxim Naumov, der 2001 geboren wurde und ebenfalls Eiskunstläufer ist. Sie arbeiteten als Trainer in Simsbury, Connecticut und zuletzt für den Skating Club of Boston in Norwood (Massachusetts).
Die beiden starben am 29. Januar 2025 auf dem Rückflug von den in Wichita in Kansas stattfindenden US-Eiskunstlauf-Meisterschaften bei der Kollision des Flugzeuges auf dem American-Airlines-Flug 5342 mit einem Militärhubschrauber in der Nähe des Ronald Reagan Washington National Airport bei Washington, D.C.

## Ergebnisse

### Paarlauf
(mit Wadim Naumow)
| Wettbewerb / Jahr           | 1990 | 1991 | 1992 | 1993 | 1994 | 1995 | 1996 | 1997 |
| --------------------------- | ---- | ---- | ---- | ---- | ---- | ---- | ---- | ---- |
| Olympische Winterspiele     |      |      | 5.   |      | 4.   |      |      |      |
| Weltmeisterschaften         |      | 5.   | 5.   | 3.   | 1.   | 2.   | 4.   |      |
| Europameisterschaften       |      | 3.   | 3.   | 3.   | 2.   | 3.   |      | 5.   |
| Sowjetische Meisterschaften |      | 1.   | 2.   |      |      |      |      |      |
| Russische Meisterschaften   |      |      |      | 1.   | 3.   |      | 1.   | 3.   |